# Capparis echinocarpa
Capparis echinocarpa är en kaprisväxtart som beskrevs av Jean Baptiste Louis Pierre och François Gagnepain. Capparis echinocarpa ingår i släktet Capparis och familjen kaprisväxter. Inga underarter finns listade i Catalogue of Life.